# For Sale: Baby shoes, never worn

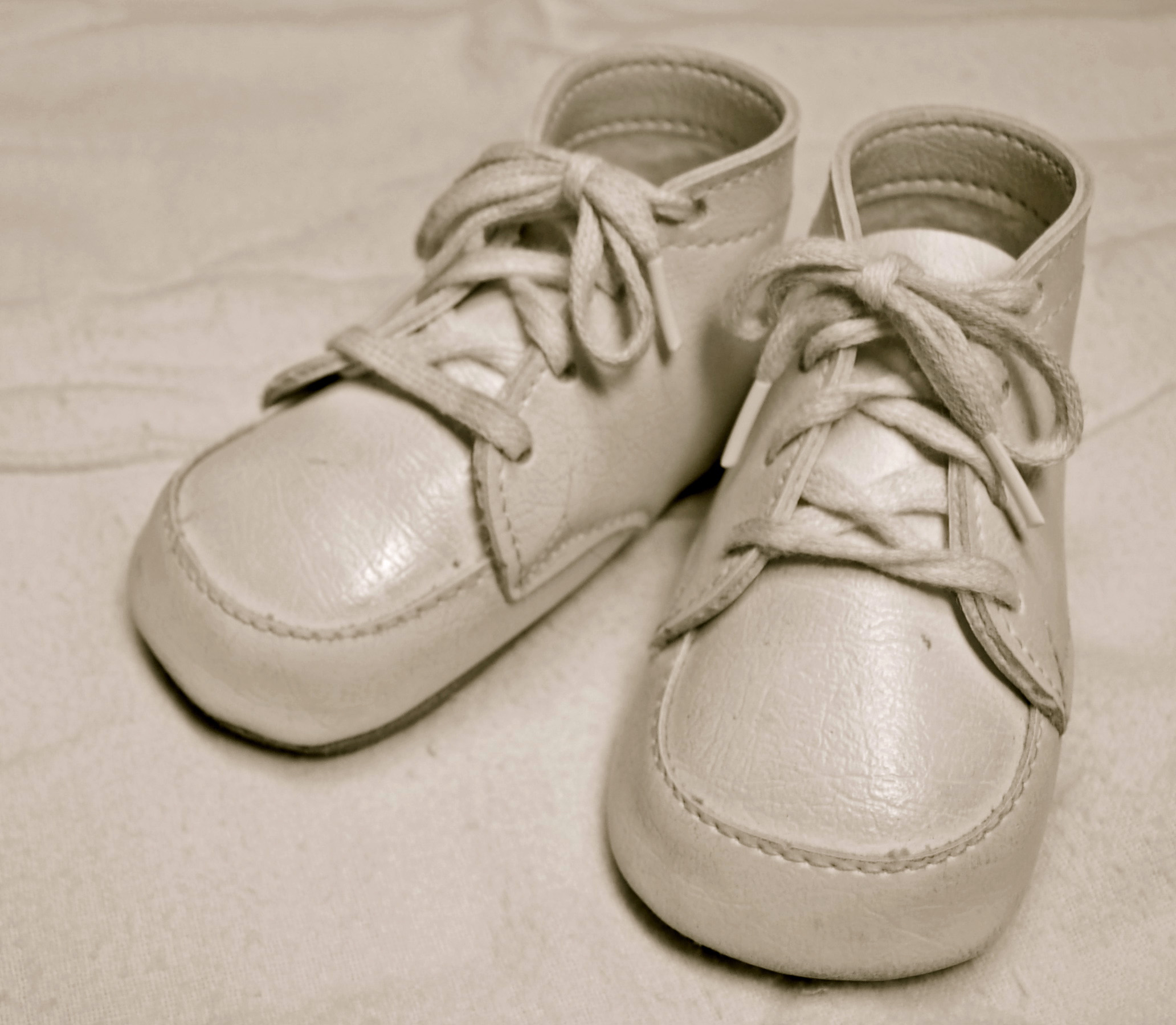
Un microrrelato de seis palabras cuyo tema central son los zapatos de bebé.

For sale: baby shoes, never worn (en español: Se vende: zapatos de bebé, sin usar) es un relato hiperbreve compuesto de seis palabras, un ejemplo extremo del microrrelato y minificción atribuido a menudo a Ernest Hemingway, aunque dicho vínculo carece de fundamento pues muchas historias similares lo han precedido.

## Contexto
La afirmación de la autoría de Hemingway se origina en una anécdota sin fundamento recogida por el escritor de ciencia ficción Arthur C. Clarke, quien relató en una carta en 1992 al humorista canadiense John Robert Colombo la siguiente historia: Mientras Hemingway almorzaba con sus amigos en un restaurante (identificado de diversas maneras como Lüchow's o The Algonquin), el escritor apuesta diez dólares a aquel que pueda elaborar una historia completa en seis palabras. Después de depositar cada uno el dinero sobre la mesa, Hemingway escribe «For sale: baby shoes, never worn» en una servilleta, la pasa por la mesa y recoge sus ganancias.

## Historia

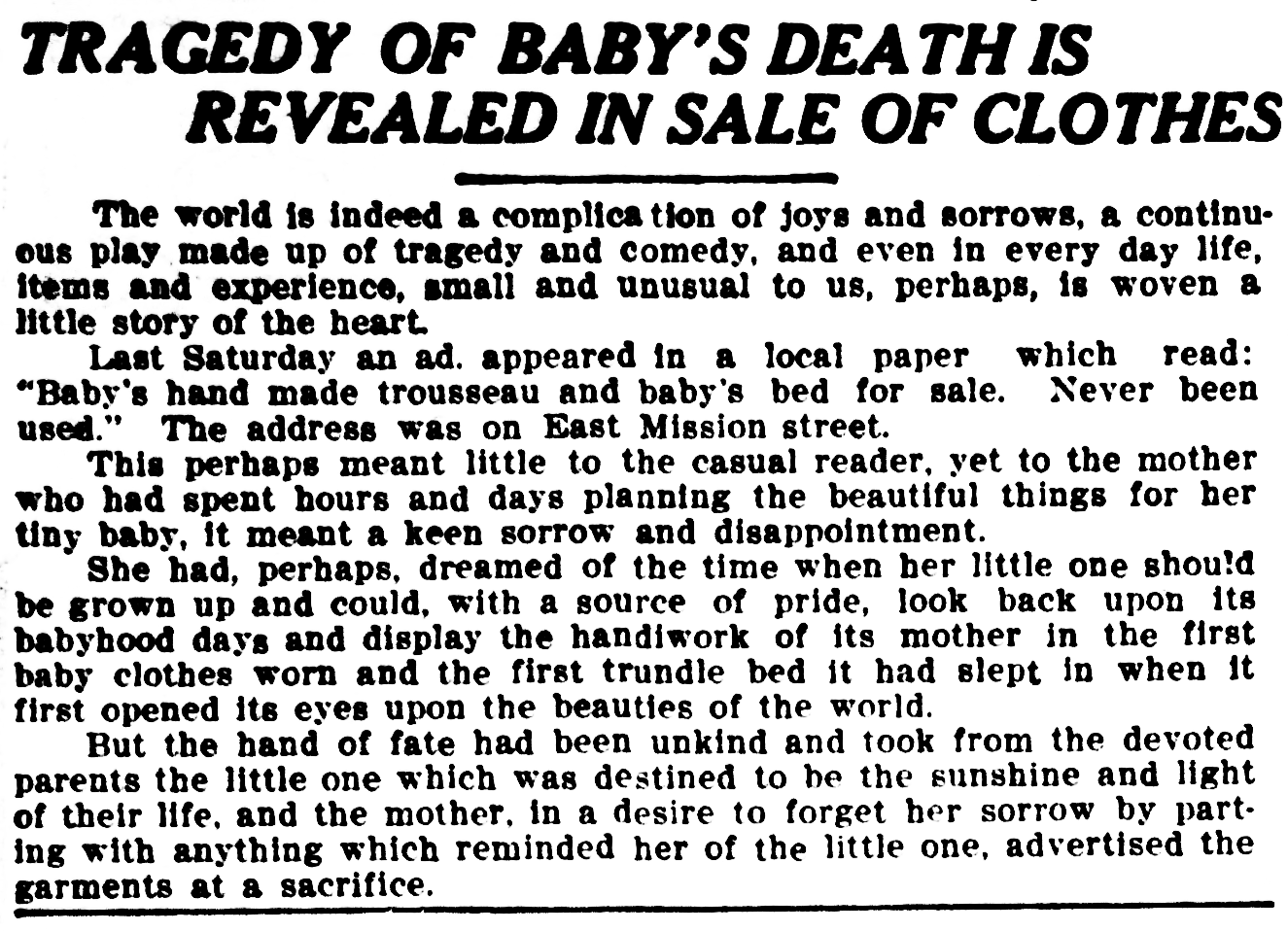
El 16 de mayo de 1910, un artículo del The Spokane Press relata un anuncio particularmente trágico.

La edición del 16 de mayo de 1910 del The Spokane Press incluía un artículo titulado «La tragedia de la muerte de un bebé resulta en una venta de ropa». En ese momento, Hemingway solo habría tenido diez años, mucho años antes de comenzar su carrera como escritor.
En 1917, William R. Kane publicó un artículo en una revista llamada The Editor donde esbozaba la idea básica de una mujer afligida que había perdido a su bebé, e incluso sugirió como título Little Shoes, Never Worn (Zapatos pequeños, nunca usados). En su versión de la historia, los zapatos se regalan en lugar de venderse. Sugiere que esto proporcionaría algo de consuelo al vendedor, ya que significaría que otro bebé al menos se beneficiaría de ello.
En 1921 la historia ya había sido parodiada: la edición de julio de la revista humorística Judge publicó ese mismo año una versión que usaba un carrito de bebé en lugar de zapatos; sin embargo, el narrador describía haberse puesto en contacto con el vendedor para ofrecerle sus condolencias, el cual le decía que la venta se debía al nacimiento de gemelos en lugar de un único hijo.
La primera conexión conocida con Hemingway fue en 1991, treinta años después de la muerte del autor. Esta atribución aparecía en un libro de Peter Miller llamado Get Published! Get Produced!: A Literary Agent's Tips on How to Sell Your Writing. Decía que la historia fue contada por un «reputado distribuidor de prensa» en 1974. En 1992 John Robert Colombo imprimió una carta de Arthur C. Clarke que repetía la historia, añadiendo que Hemingway ganó diez dólares por cada uno de sus colegas escritores.
Esta conexión se vio reforzada por la obra de teatro de un solo actor Papa, de John deGroot, estrenada en 1996. Ambientada en una sesión de fotos de la revista Life en 1959, deGroot hace que el personaje pronuncie la frase como una forma de ilustrar la brevedad de Hemingway. En Playbill, deGroot defendió su interpretación de Hemingway diciendo: «Todo en la obra se basa en eventos descritos por Ernest Hemingway, o por aquellos que lo conocieron bien. Si estas cosas realmente sucedieron o no, es algo que nunca sabremos realmente. Pero Hemingway y muchos otros afirmaron que sí».

## Legado
El concepto de contar una historia con el mínimo absoluto de palabras se hizo conocido por el término general de microrrelato. El límite de seis palabras en particular ha generado el concepto de Six-Word Memoirs, incluyendo una colección publicada en forma de libro en 2008 por la Smith Magazine, y dos secuelas publicadas en 2009.